# Феодор, Миан, Иулиан и Кион
Фео́дор, Миа́н, Иулиа́н и Кио́н (др.-греч. Θεόδωρος, Ἀμμιανός, Ἰουλιανὸς καὶ Ὠκεανὸς; между 305 и 311 годами) — христианские мученики.
Феодор, Миан, Иулиан и Кион пострадали за христианскую веру во время великого гонения при Максимиане в Никомедии. Родом мученики были из селения около Никомидии — Кандавлы (Κανδαύλη). Согласно Житию, по приказу правителя Никомедии они были схвачены. Мученики отказались отречься от Христа, за это они были подвергнуты пыткам. Вначале их тела строгали до такой степени, что их кости обнажились, после этого их поместили в очень жарко натопленную баню, двери которой запечатали царским перстнем, чтобы они не смогли выйти. Ангел Божий вывел их из бани невредимыми, при запечатанных дверях. Воины схватили мучеников и вывели их за город на казнь. Перед смертью по просьбе мучеников было дано время для молитвы. Тела мучеников были рассечены на части, колена их были раздроблены; после чего их тела были сожжены в огне.
Согласно сочинениям X века, количество мучеников различно: в Минологии Василия II — их четверо; в Синаксарю Константинопольской церкви — их пятеро. Пятый мученик др.-греч. Κεντυρίωνος — Кентурион. В православных календарях РПЦ имя Кентуриона отсутствует, в греческих календарях оно есть.